# Дуб звичайний (Камінь-Каширський район, с. Підріччя)
Дуб звича́йний — ботанічна пам'ятка природи місцевого значення в Україні. Об'єкт розташований на території Камінь-Каширського району Волинської області, на південний схід від села Підріччя, на березі озера Добре, що є гідрологічною пам'яткою природи загальнодержавного значення.
Площа — 0,01 га, статус отриманий у 1972 році за рішенням виконкому Волинської обласної ради депутатів трудящих від 11.07.1972, № 255.
Оберігається одиноке дерево дуба черешчатого (Quercus robur) віком понад 270 років.

## Галерея

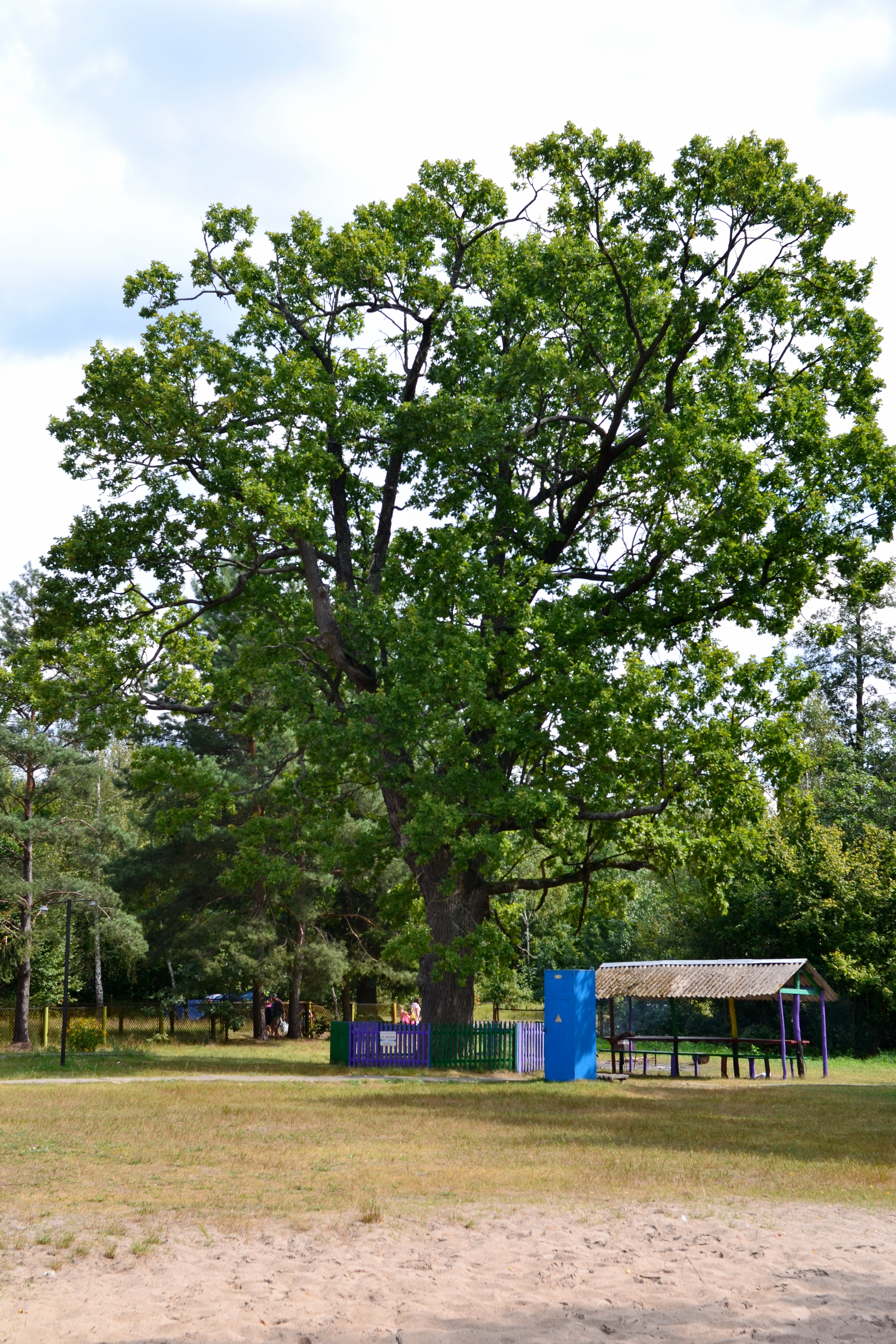
2018 рік
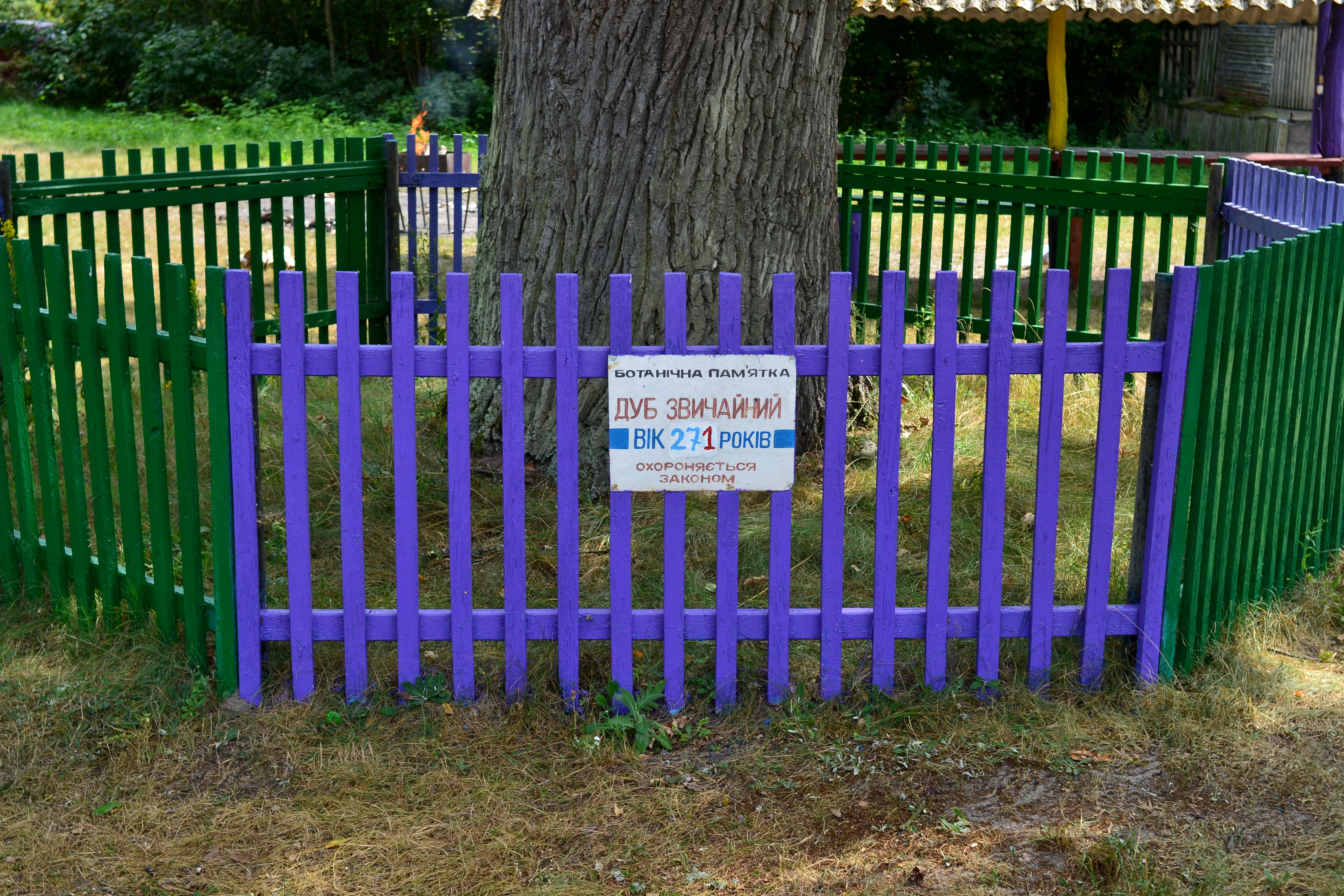
2018 рік
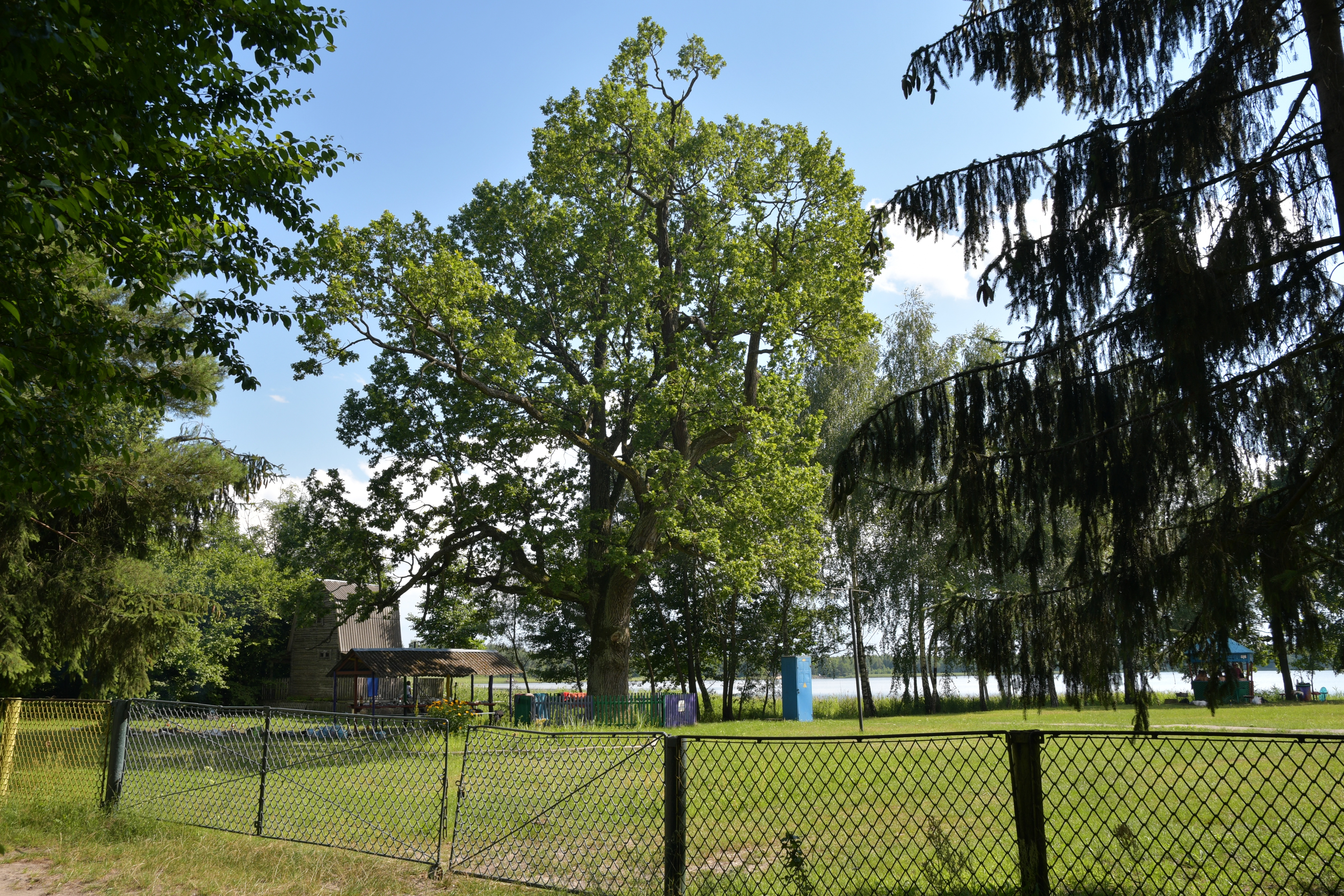
2020 рік